# جورجي دجيكيا
جورجي تامازوفيتش دجيكيا (بالروسية: Георгий Тамазович Джикия) هو لاعب كرة قدم روسي في مركز قلب الدفاع ولد في يوم 21 نوفمبر 1993 في مدينة موسكو، يلعب حالياً مع نادي سبارتاك موسكو وسبق له اللعب مع نادي لوكوموتيف موسكو وسبارتاك نالشيك وخيميك جيرجينسك ونادي أمكار بيرم، في سنة 2017 بدأ باللعب مع منتخب روسيا لكرة القدم ويبلغ طوله 188 سم.

## روابط خارجية
- جورجي دجيكيا على موقع الاتحاد الدولي (مؤرشف)  (الإنجليزية)
- جورجي دجيكيا على موقع الاتحاد الدولي (مؤرشف)  (الإنجليزية)
- جورجي دجيكيا على موقع الاتحاد الأوربي (الإنجليزية)
- جورجي دجيكيا على موقع قاعدة بيانات كرة القدم.إي يو (الإنجليزية)
- جورجي دجيكيا على موقع ناشيونال فوتبول تيمز (الإنجليزية)
- جورجي دجيكيا على موقع Soccerway.com (الإنجليزية)
- جورجي دجيكيا على موقع عالم كرة القدم.نت (الإنجليزية)